# Economia della Bosnia ed Erzegovina
L'Economia della Bosnia-Erzegovina ha prodotto nel 2009 un PIL di 30,23 miliardi di dollari americani a parità di potere d'acquisto e di 16,2 miliardi in termini nominali. Il PIL pro-capite è di 6.600 dollari secondo una stima del 2010, uno dei più bassi d'Europa. Secondo i dati del 2009 l'agricoltura produce l'8,8% del PIL, l'industria il 27,5% e il terziario il 63,6%

## Storia
Assieme alla Repubblica di Macedonia, la Bosnia ed Erzegovina era la repubblica più povera della Jugoslavia. In larga parte l'agricoltura era in mani private, ma le fattorie erano piccole e inefficienti, e il cibo è stato tradizionalmente importato più che esportato nella repubblica. L'economia a pianificazione centralizzata ha prodotto delle eredità nell'economia. L'industria ha più impiegati del necessario, il che riflette la rigidità della pianificazione economica. Sotto Josip Broz Tito, nella repubblica vennero spinte le industrie militari; la Bosnia ospitava una grossa fetta dell'industria jugoslava della difesa.
Tre anni di lotta tra etnie ha distrutto l'economia e le infrastrutture della Bosnia, provocando un incremento della disoccupazione e un crollo della produzione dell'80%, oltre a causare la morte di un numero di persone tra le 60 e le 200 000 e aver reso profuga metà della popolazione. Con una pace instabile in vigore, la produzione riprese nel 1996-98 con alti tassi percentuali ma su una base ridotta; ma la produzione rallentò apprezzabilmente nel 1999, e il PIL rimane molto al di sotto dei livelli del 1990.

## Forza lavoro
Il Paese può contare su una forza lavoro di circa 1.863.000 persone. Il 20,5% degli occupati lavora nell'agricoltura, il 32,6% nell'industria ed il 47% nei servizi. Il tasso di disoccupazione è molto alto, al 27,2% nel 2010.

## Commercio internazionale
La Bosnia ed Erzegovina ha avuto un deficit del conto corrente di 887 milioni di dollari nel 2010. I principali partner commerciali sono Croazia, Slovenia, Italia e Germania.

## Altri dati
Altri indicatori economici di rilievo sono:
- Debito pubblico: 39% del PIL (2009)
- Inflazione: 1,9% (2010)
- Popolazione sotto la soglia di povertà: 18.6% (2007)
- Indice di Gini: 56,2 (2007)

## Agricoltura
L'agricoltura è poco produttiva, molto sviluppati sono i pascoli e lo sfruttamento delle foreste. Tra le colture sono da segnalare (dati 2008) il mais (976,2 tonnellate), le patate (424,9 tonnellate), il frumento (226,1 tonnellate) e le prugne (132,6 tonnellate). 4.011.000 metri cubi di legname.
Per quanto riguarda l'allevamento, i volatili sono 15.300.000, gli ovini 1.030.500 e i bovini 459.200. Il pescato ammonta a 9.625 tonnellate.

## Risorse minerarie
Nel sottosuolo si rileva una buona presenza di carbone (4.826 tonnellate), di ferro (2.667,4 tonnellate) e di bauxite (1.018,3 tonnellate). Le industrie principali sono quelle del cemento (1.406,4 tonnellate), dell'acciaio (587,9 tonnellate) e dell'alluminio (155,9 tonnellate).